# Comitê Conjunto de Energia Atômica do Congresso dos Estados Unidos
O Comitê Conjunto de Energia Atômica foi um comitê do Congresso dos Estados Unidos responsável por jurisdição exclusiva sobre "todos os projetos de lei, resoluções e outros assuntos" relacionados aos aspectos civil e militar da energia nuclear de 1946 a 1977. Foi estabelecido pela Lei de Energia Atômica dos Estados Unidos de 1946, e supervisionava a Comissão de Energia Atômica dos Estados Unidos. Ela foi precedida pelo Comitê Especial do Senado sobre Energia Atômica, presidido pelo Senador Brien McMahon. Devido aos seus amplos poderes, é descrita como um dos comitês congressuais mais poderosos da história dos Estados Unidos. Foi o único comitê conjunto permanente na época moderna com autoridade legislativa.